# Brad Bird

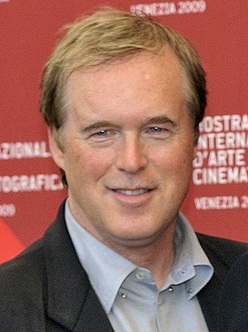
Brad Bird (2009)

Brad Bird (* 24. September 1957 in Kalispell, Montana; eigentlich Phillip Bradley Bird) ist ein US-amerikanischer Filmregisseur, Drehbuchautor und Filmproduzent.
Bekannt wurde er vor allem durch seine Regiearbeit für die Animationsfilme Die Unglaublichen – The Incredibles (2004) und Ratatouille (2007), die jeweils mit einem Oscar ausgezeichnet wurden. Vor seinem ersten Spielfilm von 1999, Der Gigant aus dem All, war er vor allem für das Fernsehen tätig und dort unter anderem an den Simpsons beteiligt.

## Leben
Brad Bird wurde in Kalispell in Montana als viertes Kind eines Geschäftsmannes im Energiesektor geboren. Die Familie war an sich wohlhabend, doch gab es hin und wieder finanzielle Probleme. Vor seinem zehnten Lebensjahr zog die Familie nach Oregon um. Als Kind begann er zu zeichnen und versuchte als Jugendlicher, eigene Trickfilme zu produzieren. Sein Vater unterstützte Brad Bird und schickte ihn zu den Disney-Studios, wo Bird mit Milt Kahl arbeiten durfte. Nach dem Schulabschluss konnte er 1977, dank eines Stipendiums, an das California Institute of the Arts gehen, das von Disney gegründet wurde und eng mit dem Studio verbunden ist. Dort lernte er auch John Lasseter kennen, der später Pixar gründen sollte, wo die beiden erfolgreichsten Filme Birds entstanden. Bei Disney wirkte er zunächst als Animator an den Zeichentrickfilmen Die Dschungelolympiade (1980), Cap und Capper (1981) und Die Hunde sind los (1982) mit.
Ab Mitte der 1980er Jahre war Bird vor allem für das Fernsehen tätig; so als Drehbuchautor für die Serie Unglaubliche Geschichten (1985–1987). Später war er bei Klasky-Csupo in beratender Funktion und als Regisseur und Figurenentwickler an mehr als 180 Episoden der Fernsehserie Die Simpsons beteiligt. 1999 kam mit Der Gigant aus dem All sein erster Spielfilm heraus, der positiv aufgenommen wurde. Es folgten 2004 Die Unglaublichen – The Incredibles und 2007 Ratatouille, die beide vielfach ausgezeichnet wurden. Mit Mission: Impossible – Phantom Protokoll (2011) und A World Beyond (2015) drehte er im Anschluss zwei Realfilme, bevor er mit Die Unglaublichen 2 (2018) erneut einen Animationsfilm inszenierte.
Bird ist seit 1988 mit der ehemaligen Filmeditorin Elizabeth Canney verheiratet, mit der er drei Söhne hat.

## Filmografie (Auswahl)

### Animator
- 1980: Die Dschungelolympiade (Animalympics)
- 1981: Cap und Capper (The Fox and the Hound)
- 1982: Die Hunde sind los (The Plague Dogs)

### Regisseur
- 1987: Family Dog
- 1989–1991: Die Simpsons (The Simpsons), 2 Folgen
  - 1990: "Der Clown mit der Biedermaske" (Staffel 1, Folge 12)
  - 1991: "Der Vater eines Clowns" (Staffel 3, Folge 6)
- 1990: Do the Bartman (Musikvideo)
- 1999: Der Gigant aus dem All (The Iron Giant)
- 2004: Die Unglaublichen – The Incredibles (The Incredibles) (auch die Stimme von Edna „E“ Mode)
- 2005: Jack-Jack Superbaby (Jack-Jack Attack, Kurzfilm)
- 2007: Ratatouille (auch die Stimme des Kellners)
- 2011: Mission: Impossible – Phantom Protokoll (Mission: Impossible – Ghost Protocol)
- 2015: A World Beyond (Tomorrowland)
- 2018: Die Unglaublichen 2 (Incredibles 2) (auch die Stimme von Edna „E“ Mode)

### Drehbuchautor
- 1985, 1987: Unglaubliche Geschichten (Amazing Stories, Fernsehserie, 2 Episoden)
- 1987: Das Wunder in der 8. Straße (*batteries not included)
- 1987: Hund mit Familie (Family Dog, Fernsehserie, 10 Episoden)
- 1999: Der Gigant aus dem All (The Iron Giant)
- 2004: Die Unglaublichen – The Incredibles (The Incredibles)
- 2007: Ratatouille
- 2005: Jack-Jack Superbaby (Jack-Jack Attack, Kurzfilm)
- 2015: A World Beyond (Tomorrowland)
- 2018: Die Unglaublichen 2 (Incredibles 2)

## Auszeichnungen

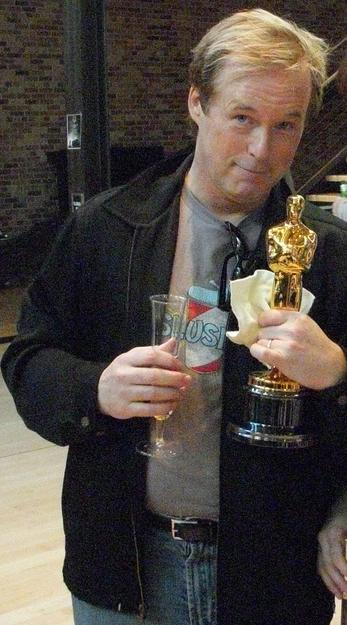
Brad Bird mit dem Oscar für Ratatouille

- 1999: Annie Award für das beste Drehbuch und die Regie für Der Gigant aus dem All (gemeinsam mit Tim McCanlies)
- 1999: Los Angeles Film Critics Association Awards/Beste Animation für Der Gigant aus dem All
- 2000: British Academy Film Award für den besten Spielfilm für Der Gigant aus dem All (gemeinsam mit Allison Abbate, Des McAnuff und Tim McCanlies)
- 2005: Los Angeles Film Critics Association Awards/Beste Animation für Die Unglaublichen
- 2005: Annie Award für das beste Drehbuch und die Regie für Die Unglaublichen
- 2005: British Academy Film Award für den besten Spielfilm für Die Unglaublichen (gemeinsam mit John Walker)
- 2005: Hugo Award für Best Dramatic Presentation (Long Form) für Die Unglaublichen
- 2005: Oscar für den besten animierten Spielfilm für Die Unglaublichen, Oscar-Nominierung für das beste Originaldrehbuch für Die Unglaublichen
- 2006: Tokyo Anime Award für den besten ausländischen Film für Die Unglaublichen
- 2007: British Academy Film Award für den besten Spielfilm für Ratatouille
- 2007: Boston Society of Film Critics Award für das beste Drehbuch für Ratatouille
- 2007: Los Angeles Film Critics Association Awards/Beste Animation für Ratatouille
- 2008: Annie Award für das beste Drehbuch und die Regie für Ratatouille
- 2008: Oscar für den besten animierten Spielfilm für Ratatouille, Oscar-Nominierung für das beste Originaldrehbuch für Ratatouille
- 2008: Saturn Award für das beste Drehbuch für Ratatouille
- 2006: Tokyo Anime Award für den besten ausländischen Film für Ratatouille
- 2009: Goldener Löwe für das Lebenswerk der 66. Filmfestspiele von Venedig (gemeinsam mit John Lasseter, Pete Docter, Andrew Stanton und Lee Unkrich)
- 2011: Annie Award als Winsor McCay Award (gemeinsam mit Eric Goldberg und Matt Groening)